# 宇和島站
宇和島站（日语：／ Uwajima eki */?）是一位於日本愛媛縣宇和島市錦町、隸屬於四國旅客鐵道（JR四國）的鐵路車站。車站編號為U27/G47。本站是既予讚線的終點站，亦是予土線的發車站－雖然正式起點在北宇和島站。

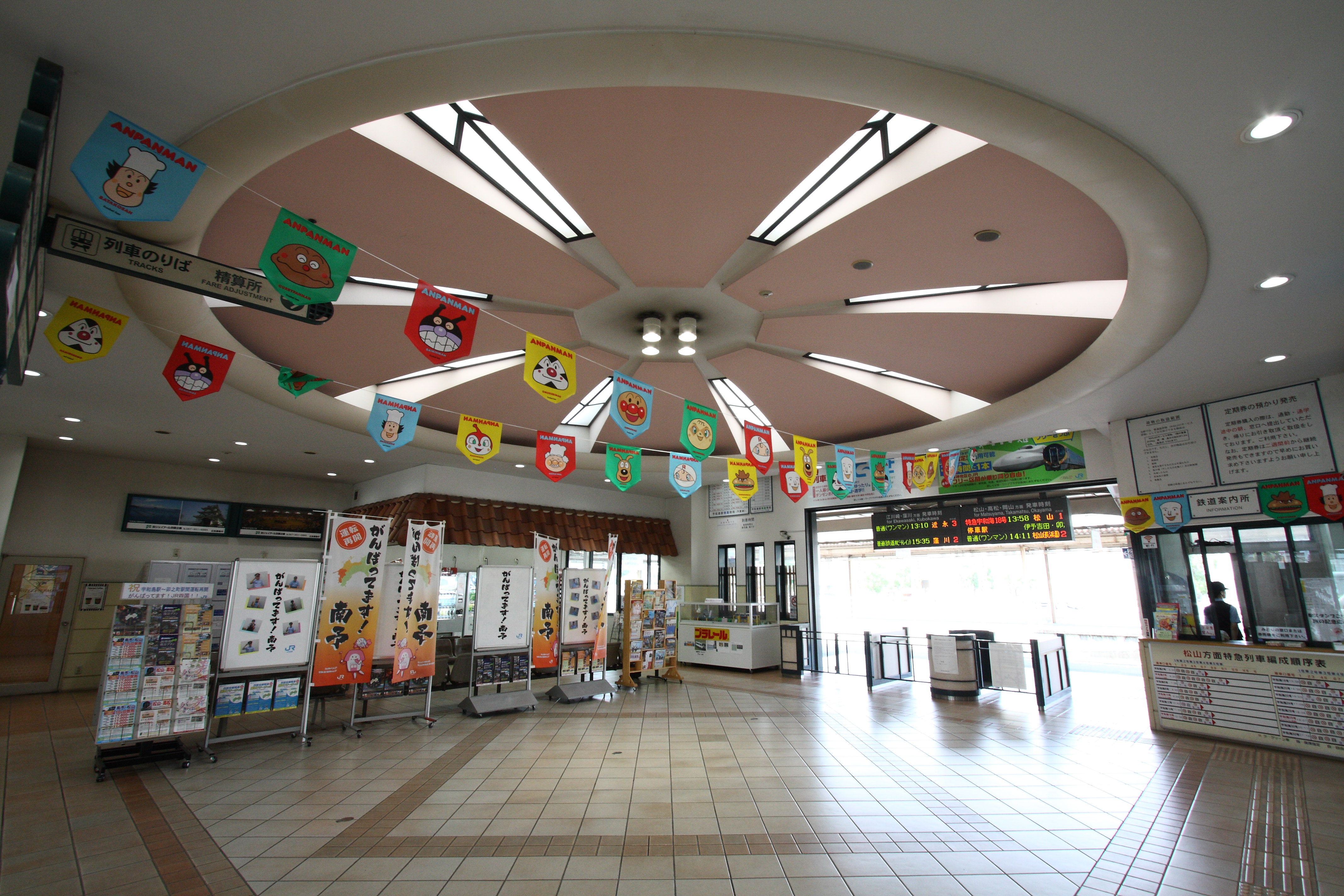
車站內部（2018年10月）

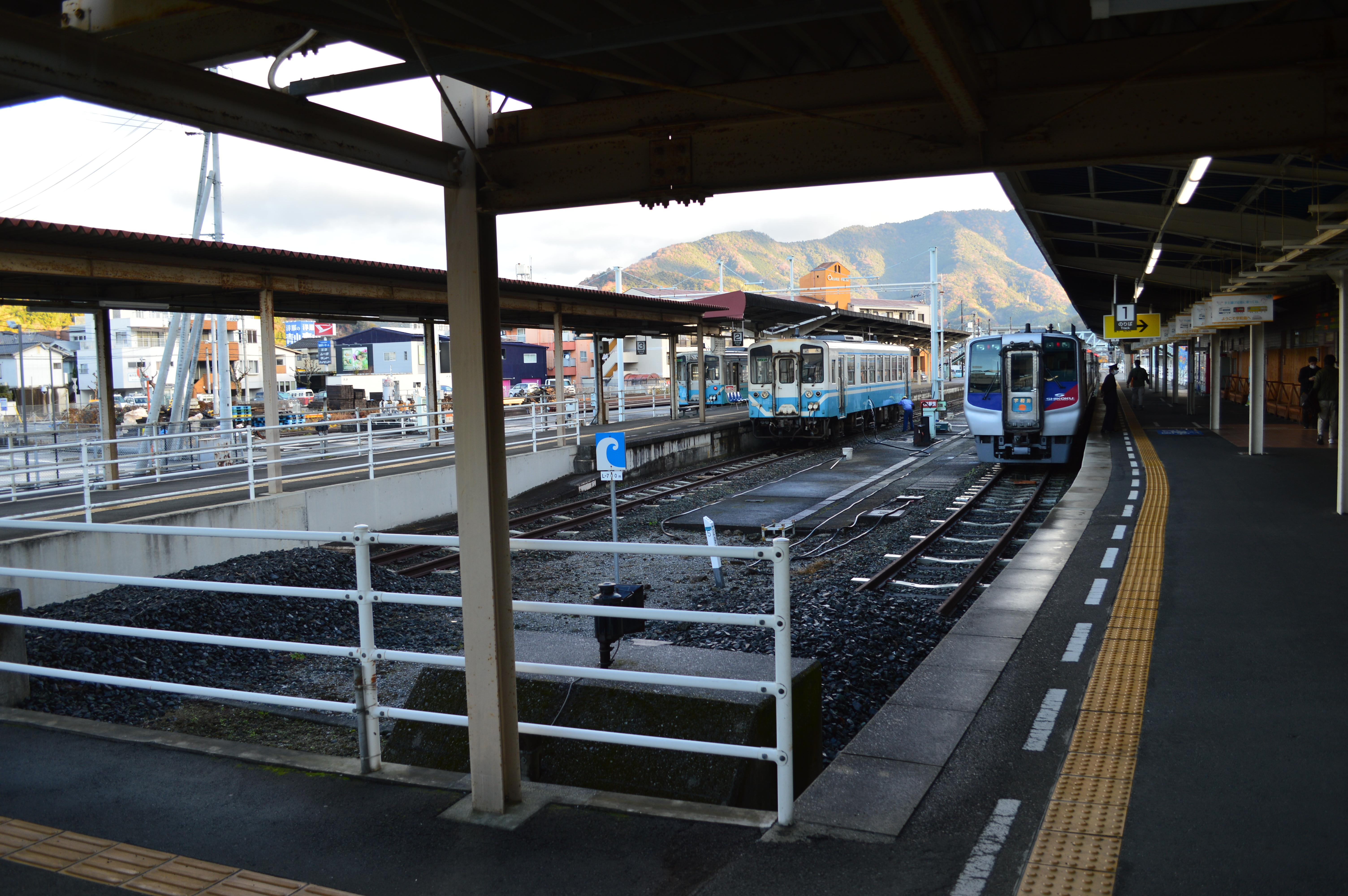
月台（2020年12月）

## 車站構造

### 站房
建築物為結合酒店及車站的多功能建築物。地下為車站大堂，設有候車大堂、售票窗口、自動售票機、小賣店（包括子公司的麵包店）、酒店餐廳、洗手間等。樓上則為JR四國酒店集團旗下的“宇和島克萊曼酒店”，共設有82間客房。

### 月台配置
現時共設有側式月台、島式月台各1個，共提供2線3面的月台配置，由於是終點站，所以採用了港灣式月台設計。近站舍的側式月台為1號，有效長度達8輛，是所有上行的特急列車的發車月台。島式月台為2、3號月台，有效長度較短，只有6輛，通常用作普通列車發車月台，亦有一部份予讚線普通列車是由1號月台開出的。
1號月台過往曾為部份島式月台，在上行方向盡頭，可見到在另一邊有白邊界痕跡，這裏曾經設有一個短小月台供短編成的客車靠泊，現在已廢除，並整理為停車場。
3號月台近港灣盡頭位的月台被欄杆所封閉，同時路軌裝有駛繼續駛往下行的側線道，這是為了讓機關車頭能容易的離開列車並能快速地移位另一端作回程時用。
另外，由於本站屬非電化區間，由月台盡頭起，每間一段距離均都設有給油站，供柴油列車補充燃料。
| 月台 | 路線    | 目的地                     | 備註              |
| ---- | ------- | -------------------------- | ----------------- |
| 1－3 | ■予讚線 | 八幡濱、伊予大洲、松山方向 | 特急在1號月台開出 |
| 1－3 | ■予土線 | 江川崎、窪川方向           |                   |

## 歷史
- 1914年10月18日：隨宇和島鐵道通車而開業。
- 1933年8月1日：宇和島鐵道國有化[7]。
- 1987年4月1日: 日本國鐵分割民營化，車站的營運由JR四國繼承。

## 利用人數
根據「愛緩縣統計年鑑」及國土交通省「國土數值情報」，以下為1日平均上下車人次：
| 乘車人員推算 | 乘車人員推算 | 乘車人員推算          |
| 年度         | 1日平均人數  | 出處                  |
| ------------ | ------------ | --------------------- |
| 2000         | 1,754        | [ 統計 1 ]            |
| 2001         | 1,669        | [ 統計 1 ]            |
| 2002         | 1,571        | [ 統計 1 ]            |
| 2003         | 1,579        | [ 統計 1 ]            |
| 2004         | 1,516        | [ 統計 1 ]            |
| 2005         | 1,483        | [ 統計 1 ]            |
| 2006         | 1,421        | [ 統計 1 ]            |
| 2007         | 1,360        | [ 統計 1 ]            |
| 2008         | 1,384        | [ 統計 1 ]            |
| 2009         | 1,297        | [ 統計 1 ]            |
| 2010         | 1,417        | [ 統計 1 ]            |
| 2011         | 1,417        | [ 統計 3 ] [ 統計 4 ] |
| 2012         | 1,398        | [ 統計 3 ] [ 統計 4 ] |
| 2013         | 1,443        | [ 統計 3 ] [ 統計 4 ] |
| 2014         | 1,369        | [ 統計 3 ] [ 統計 4 ] |
| 2015         | 1,362        | [ 統計 3 ] [ 統計 4 ] |
| 2016         | 1,319        | [ 統計 3 ] [ 統計 4 ] |
| 2017         | 1,290        | [ 統計 3 ] [ 統計 4 ] |
| 2018         | 1,132        | [ 統計 3 ] [ 統計 4 ] |
| 2019         | 1,093        | [ 統計 3 ] [ 統計 4 ] |
| 2020         | 818          | [ 統計 3 ] [ 統計 4 ] |
| 2021         | 819          | [ 統計 3 ] [ 統計 4 ] |
| 2022         | 863          | [ 統計 3 ] [ 統計 4 ] |

## 相鄰車站
四國旅客鐵道（JR四國）
■予讚線
■特急「宇和海」
伊予吉田（U25） - 宇和島（U28）
■普通（包括直通■予土線列車）
北宇和島（U27、G46）－宇和島（U28、G47）

### 統計資料
1. ↑  愛媛縣統計情報網上版—主要車站旅客發着人數。（至平成23年）。 （页面存档备份，存于）（日語）
2. ↑  JR四國在自身網頁上標示2008年度人數是1,528人。見.   [2010-03-27]. （原始内容存档于2010-03-24）. 会社案内—駅別乗車人員一覧（平成20年度）ベスト20
3. ↑  國土數値情報　駅別乗降客數データ，統計情報Research，2025年7月25日閱覽。
4. ↑  為與上方愛緩縣的數據統一，此數值將會以原來的再平分而得出。

## 外部連結
- JR四國宇和島站官方介紹。